# Wir versaufen unsrer Oma ihr klein Häuschen
Wir versaufen unsrer Oma ihr klein Häuschen lautet der Refrain zu einem Lied, das der Varietékomiker Robert Steidl (1865–1927), zeitweiliger Stettiner Sänger und Star des Metropol- und des Apollo-Theaters in Berlin, 1922 veröffentlichte. Text und Musik verfasste er selbst. Für die Melodie des Refrains bediente er sich dabei des Trio-Teils aus dem Rheinländer Die Holzauktion (um 1890) von Franz Meißner. Es wurde im Berliner Fidelio-Verlag publiziert und ist auch enthalten im Band 4 der Reihe Zu Tee und Tanz, die der Drei Masken Verlag, Berlin, und der Fidelio-Verlag, Berlin, gemeinschaftlich veranstalteten.

## Hintergrund
Das Stimmungslied, das in der Zeit der Hyperinflation in Deutschland herauskam, traf den Nerv der Zeit. Es wurde zu einer „Hymne der Inflationszeit“ und wird heute seiner großen Verbreitung wegen auch als Gassenhauer apostrophiert. Ursprünglich hieß es einmal auch „In der Jugend tut es wohl“ (mit dem Liedanfang „Ich war als kleiner Junge so rund wie eine Wurscht“), doch „der eingängige Oma-Refrain setzte sich rasch als Liedtitel durch. Das Oma-Motiv und die Melodie des zweiten Refrainteils bildeten bald auch die Grundlage für neue parodistische Liedverse“.
Kehrreim:
Wir versaufen unser Oma ihr klein Häuschen,

Ihr klein Häuschen, ihr klein Häuschen.

Wir versaufen unser Oma ihr klein Häuschen

Und die erste und die zweite Hypothek.
Frank Schirrmacher schrieb in Das Methusalem-Komplott: „Die Botschaft des Textes liegt klar auf der Hand: es ist der Höhepunkt der Inflation in Deutschland, die Lebensleistung der Alten ist in Zeiten der komplexen Kapitalentwertung gerade gut genug, um verschwendet zu werden. Wahrscheinlich war keine Generation prägender für die Geschichte des XX. Jahrhunderts als jene, die das damals sang. Es handelte sich, grob gesprochen, um die Geburtsjahrgänge 1883 bis 1903, die zwei Weltkriege und eine Inflation erlebten.“
Kurt Tucholsky besprach 1922 das Lied als „Peter Panter“ in der Weltbühne und fragte ironisch: „Ist dies ein Volkslied –? Es ist seine reinste Form. So singt das Volk. Hier spricht die Seele deines Volkes. Hier ist es ganz.“ Unter seinem Pseudonym Peter Panter konstatiert Tucholsky, von der Substanz zu leben: So, wie der Rentner nicht mehr von seinen Zinsen existieren kann, sondern gezwungen ist, sein Kapital anzugreifen – so auch hier. Man beachte mit welcher Feinheit die beiden Generationen einander gegenübergestellt sind: die alte Generation der Großmutter, die noch ein Häuschen hat, erworben von den emsig verdienten Spargroschen – und die zweite und dritte Generation, die das Familienvermögen keck angreifen und den sauren Schweiß der Voreltern durch die Gurgel jagen!
Gegen Ende der Weimarer Republik wurde das Lied, wohl auf Grundlage der motivischen Gemeinsamkeit „Oma“, mit einem anderen, jüngeren Schlager vermischt. Diesen Foxtrott mit dem Text „Meine Oma fährt Motorrad ohne Bremse, ohne Licht“ von Ernst Albert komponierte 1928 der Hamburger Sänger Erwin Bolt, der bei der Nordischen Rundfunk AG (NORAG) angestellt war. Im August 1930 nahm er ihn auch mit Begleitung des Jazzorchesters von Theo Mackeben auf Grammophonplatte auf. Alberts Verse wurden auf die ältere Melodie gesungen, während Bolts Musik in Vergessenheit geriet.
Eine weitere Vermischung fand nach dem Zweiten Weltkrieg mit dem Scherzlied Meine Oma fährt im Hühnerstall Motorrad statt, dessen Text ebenfalls das Motiv der motorisierten alten Dame aufgriff. Es ist ein Beispiel dafür, „wie eine Melodie auf traditionelle Weise adaptiert, mit neuen Texten kombiniert und so immer wieder verändert und neu kontextualisiert werden kann“ (Christoph Meinel), ist bis heute produktiv und als Scherz- und Kinderlied verbreitet.
Der Regisseur Piel Jutzi zitierte das Lied in seinem 1929 gedrehten proletarischen Stummfilm Mutter Krausens Fahrt ins Glück in einem Zwischentitel.
Innerhalb des Films Liebeswalzer (1930), einer der ersten deutschen Tonfilmproduktionen, wird das Musikstück eineinhalb Minuten lang durchgängig für eine Wirtshausszene verwendet. Der damals sehr populäre Schauspieler Georg Alexander singt es zusammen mit einem Chor aus etwa 50 schunkelnden, feiernden und sich zuprostenden Menschen. Da dieser Film zum zweiterfolgreichsten Blockbuster der Spielzeit 1929/30 geriet und Millionen von Zuschauern in die Kinos lockte, dürfte die zentral im Film platzierte Sequenz nicht unerheblich zum Comeback des Liedes rund um das Jahr 1930 beigetragen haben.

## Weiterwirken
Auch noch Jahre nach seinem ersten Erscheinen taucht das Lied immer wieder an verschiedenen Stellen auf:

### In fiktionaler Literatur
Hans Fallada zitierte das Lied sowohl in seinem 1937 erschienenen Roman Wolf unter Wölfen („Denn der junge Mann hatte das Scheuerfest zu einer Lustbarkeit gemacht: mit den räumenden Weibern war er mitgewandert, das Koffergrammophon in der Hand, und wie es sich kehren ließ, wie sich Betten machten, wenn dazu Musik erscholl, wie »Puppchen, du bist mein Augenstern« oder »Wir versaufen unser Oma ihr klein Häuschen« – das war gar nicht zu sagen.“), als auch in seinem 1938 erschienenen Roman Der eiserne Gustav: „Schaukelnd, schunkelnd saßen sie um den Tisch, und schallend sangen sie all die schönen, witzigen, frech-freien Lieder ihrer schönen Zeit: »Wir versaufen unsrer Oma ihr klein Häuschen …« – »Wer hat denn den Käse zum Bahnhof gerollt …« – »Wenn du nicht kannst, laß mich mal …« – »Ausgerechnet Bananen!«“.
Der US-amerikanische Autor Mike Whicker zitiert den „popular song in 1922 Germany in reference to the runaway inflation“ 2004 in seinem historischen Spionageroman Invitation to Valhalla. Ein anderer US-amerikanische Autor, James Wesley Rawles, zitiert den „popular drinking song“ 2012 in seinem Endzeit-Roman Survivors.
Der deutsche Erzähler Michael Fröml zitiert das Lied in einer Kurzgeschichte in seinem Schwerkraft betitelten Band mit Short Stories, die er zwischen 2009 und 2012 publizierte: „Wir versaufen unser Oma ihr klein Häuschen... erscholl es laut und irgendwie aggressiv in Hermanns Kneipe. Man fasste sich unter und begann im Takt des in den Schläfen pochenden Alkohols zu schunkeln.“
Friedrich Bornemann zitiert 2013 das Lied in seinem „Niederrhein-Krimi“ Der Fall de Mol: „Wenig später hörten Enna und Anne mehrere kleine Variationen über Wir versaufen unsrer Oma ihr klein Häuschen. Das ist ja lustig, meinte Anne. Habe ich noch nie gehört. Gibt es davon Noten?“
Silke Schütze verortet in ihren fiktiven Memoiren einer vergessenen Soubrette Henny Walden, die 2014 erschienen sind, das Lied als „Karnevalshit des Jahres“ nach Köln.
Rebecca Martin zitiert 2015 das Lied unter Nennung des Namens seines Verfassers in ihrem Roman Die geheimen Worte, der während der Inflationszeit spielt: „Sie alle sangen inzwischen lauthals Robert Steidls Schlager Wir versaufen unsrer Oma ihr klein Häuschen, und die erste und die zweite Hypothek. Wer es sich leisten konnte, lebte jeden Tag, als wäre es der letzte.“.
In Gisa Paulys 2016 erschienenem „Sylt-Krimi“ Gegenwind singen es betrunkene Kegelbrüder: „Die Kegelbrüder begannen zu singen und wetteiferten darin, wer sämtliche Strophen von Wir versaufen unser Oma ihr klein Häuschen kannte und sie sogar trotz schwerer Zunge und verloren gegangenem Rhythmusgefühl singen konnte.“

### In (populär-)wissenschaftlichen Darstellungen
Als „Tanzlied“ führt Hermann Kähler 1986 in seiner Untersuchung über „Die große Stadt in der Literatur“ mit dem Titel Berlin – Asphalt und Licht das Lied ein: „Damals entstand als populärer Schlager das Tanzlied Wir versaufen uns’rer Oma ihr klein’ Häuschen […]“.
Der Sprachwissenschaftler Wolfgang Sternefeld nutzt die Liedzeile als Beispiel in seinem 2013 erschienenen Buch Syntaktische Grenzen, in dem er Noam Chomskys Barrierentheorie und ihre Weiterentwicklungen behandelt.
Jürgen Beetz findet in seinem 2015 erschienenen Buch Feedback: Wie Rückkopplung unser Leben bestimmt das Versaufen von Omas Häuschen in der Inflationszeit „vergleichsweise menschlich“, gemessen daran, dass wir heute „die Lebensgrundlagen unserer Enkel“ verprassen.
Luis Pazos bemerkt 2016 in seinem Buch Gold-Revision: „Kaufpanik machte sich breit, apokalyptisches Gegenwartsvergnügen prägte jene Ära, deren sozioökonomische Zerrüttung – der bekannte Gassenhauer ‚Wir versaufen uns’rer Oma ihr klein’ Häuschen‘ faßt diesen Umstand in präziser Kürze zusammen – der österreichische Ökonom Joseph Schumpeter prophezeit hatte.“

### In den Medien
Nach 1945 wurde das Lied, ohne viel Erinnerung an die Zeit seiner Entstehung zu bemühen, ganz im Geiste der Wirtschaftswunder-Jahre zum bloßen Sauf- und Karnevalslied „entschärft“ und von entsprechenden Interpreten aufgenommen und verbreitet.
Der deutsche Schauspieler und Kabarettist Thomas Freitag wählte sich 1991 die Liedzeile zum Thema, als er in einer Fernsehsendung des WDR den populären Literaturkritiker Marcel Reich-Ranicki parodierte.

## Tondokumente
- In der Jugend tut es wohl (Wir versaufen uns’rer Oma ihr klein’ Häuschen). Foxtrott-Stimmungslied von Robert Steidl. Beka-Orchester [Leitung: Otto Rathke] mit Refraingesang. Beka No. 31 715, auch B. 3410, aufgen. Berlin 12. Mai 1922[29]
- In der Jugend tut es wohl (Wir versaufen uns’rer Oma ihr klein’ Häuschen). Foxtrott-Stimmungslied von Robert Steidl. Odeon-Orchester [Leitung Carl Woitschach] mit Gesang. Odeon 312.305 (Matr. xBe 3120-2), aufgen. Berlin 6. Juni 1922
- Wir versaufen uns’rer Oma ihr klein’ Häuschen. Stimmungslied von Robert Steidl. Polyphon-Orchester mit Gesang. Polyphon Record 30 966 / 2-27622 (Matr. 125 ax)
- Wir versaufen uns’rer Oma ihr klein’ Häuschen (In der Jugend tut es wohl). Stimmungslied von Robert Steidl. Homokord-Orchester mit Refraingesang. Homokord No. 83 (Matr. M 16 761), im wax H2D ; A 23 11 22
- Wir versaufen unsrer Oma ihr klein’s Häuschen (Steidl) Orchester mit Refraingesang. Isiphon Concert Record 236 (Matr. 6075)
- Wir versaufen unsrer Oma ihr klein Häuschen (R. Steidl) Vox-Orchester mit Gesang. Vox 1203 (Matr. 975 B)

## Notenausgaben
- Wir versaufen unsrer Oma ihr klein Häus’chen (In der Jugend tut es wohl), ein Stimmunglied. Text und Musik von Robert Steidl. Berlin: Fidelio-Verlag, cop. 1922 enthalten in: Zu Tee und Tanz Band IV, 24 moderne Tänze, hrsg. von C. Morena, Drei Masken Verlag, Berlin, und Fidelio-Verlag, Berlin 1922.
- Wir versaufen unsrer Oma ihr klein Häus’chen (Uns’re Oma fährt im Hühnerstall Motorrad). Text und Musik: Robert Steidl. Arr.: Paul Woitschach. Berlin: Fidelio-Verlag ©1954